# Merry fisticuffs
Merry fisticuffs (literalmente: Felices puñetazos) es el 141° episodio de la serie de televisión norteamericana Gilmore Girls, en su séptima temporada.

## Resumen del episodio
Lorelai y Christopher buscan casa, pero ella no parece muy entusiasmada si es que debe mudarse de Stars Hollow.
Liz va donde su hermano y deja a su hija Doula; mientras Luke pasea con ella se encuentra con Lorelai y ambos comparten un momento viendo a la niña, algo que molesta a Christopher pero hace que se interese por tener más hijos. Hablan luego de esto, que podría interesar también a Lorelai quien dice, no obstante, no tener apuro, lo que disgusta a su marido.
Rory almuerza con Logan y ambos se encuentran con Lucy, y también con Marty, quien llega poco después. Logan se queda sorprendido y un poco celoso cuando Rory le cuenta el por qué de la actitud de Marty que finge conocerla sino hace poco tiempo. Luego Lucy, Rory, Logan y Marty están comiendo juntos como lo planearon antes y en la charla, al hacérsele una pregunta a Logan, este no quiere mentir por lo que dice que Marty le presentó a Rory, con quien ya se conocían desde primer año. A Lucy no le cae muy bien la noticia y se va de allí; después, Olivia tampoco recibe muy bien esto y no quiere escuchar a Rory, lo que la hace llorar.
Emily se encarga de presentarle a Lorelai a un tipo que les da ideas para una elegante fiesta por su matrimonio, a quien ella habla con mucha ironía. En la visita al local de fiesta, Lorelai y Christopher tienen una discusión frente a su madre y el organizador porque ella no quiere pronunciar los votos en el evento y lo de tener más niños. Por todo esto, más tarde Emily aparece en casa de su hija y le aconseja no querer ganar siempre, ceder ante su marido para no perderlo y estar mejor. 
Luke intenta seguir su relación con April de manera normal, pero Anna le dice que al haber visto su comportamiento días atrás, cree que lo mejor para su hija es que no se vea con él. Luego de haber hablado con un abogado, a consejo de su propia hermana, sobre la pelea por la custodia de April, se da cuenta de que aunque no quiere demandarla debería promover un eventual juicio, el cual es necesario pero posiblemente lo perderá. Al volver a casa, Luke se encuentra con Christopher y se pelea con él en medio del pueblo, tirando adornos navideños de la plaza central.

## Inconsistencias
- Cuando Liz le muestra su hija a Miss Patty ésta dice "mira esos ojos", pero en la siguiente e escena la niña está dormida.
- Lorelai sale de la tienda antes que Christopher y cierra la puerta, pero luego se la ve saliendo de nuevo (desde afuera) y que una persona entra a la tienda antes de cerrarse la puerta.
- Aunque, como dice Lorelai, supuestamente la cajera era muy lenta y además había gente en la caja, Christopher solo tarda en salir unos 70 segundos, y ya con las cosas pagadas y en bolsas.

## Dato extra
- Mientras están en la tienda, Lorelai hace publicidad a cuatro marcas reales, mencionándolas explícitamente.

- Datos: Q6011204